# Neotoxura longipalpis
Neotoxura longipalpis är en tvåvingeart som först beskrevs av Friedrich Georg Hendel 1908.  Neotoxura longipalpis ingår i släktet Neotoxura och familjen Pyrgotidae. Inga underarter finns listade i Catalogue of Life.